# Кала (Дербентский район)
Кала́ — село в Дербентском районе Республики Дагестан.
Образует муниципальное образование «село Кала» со статусом сельского поселения, как единственный населённый пункт в его составе.

## География
Населённый пункт расположен на левом берегу реке Дарвагчай, напротив посёлка Мамедкала и в 20 км к северо-западу от города Дербент.

## История
В 1775 году кубинский правитель Фатали-хан построил крепость для Хан-Мамед Бека, племянника уцмия Кайтагского, с которым последний находился во вражде. «В статье „Жизнь Фет-Али-хана Кубинского“, Искендер Ганжинский так интерпретирует этот факт: Фет-Али-хан обратил внимание на племянника уцмия, храброго Магомед-Хан-бека, обиженного своим дядей, ласками и разными средствами привязал его к себе, и в 20 верстах от Дербента, к северу, построил крепость, которую назвал Магомед-хан-каласы. Сюда переселил он двести семейств из Кубы, назначив здесь местопребывание Магомед-хан-бека“. Между прочим, предание о переселении части жителей вышеназванного селения из Кубы сохранилось и у самих сельчан». 
Чуть позже вокруг крепости образовалось поселение. Впоследствии здесь образовалось селение, где жили зимой члены уцмийского дома. Село входило в магал Терекеме.
По разным датировкам, селение Хан-Магомед-кала было образовано во второй половине 1770-х годов, дагестанские историки называют более точную дату — 1778 год. В письменных документальных свидетельствах первое упоминание о селении Хан-Магомед-кала встречается в военной переписке Ермолова и Пестеля, датируемой ноябрём 1818 года.
В ходе Кавказской войны, после Башлынской битвы, в ноябре 1818 года в Мамедкале укрепились кайтагцы и акушинцы, которые собирались преградить дорогу русскому отряду под командованием генерала Пестеля. Однако Пестель выбил повстанцев из села, а саму Мамедкалу сжёг вместе с сёлами Деличобан, Берикей, Джемикент.
22 июня 1921 года Декретом Дагестанского ревкома был образован Дербентский район, а селение Мамедкала было подчинено образованному в нём Великентскому сельсовету.

## Население
| 1895  | 1926  | 1939  | 1970  | 1989  | 2002  | 2010  |
| ----- | ----- | ----- | ----- | ----- | ----- | ----- |
| 167   | ↘154  | ↗169  | ↗536  | ↗781  | ↗1610 | ↗1752 |
| 2012  | 2013  | 2014  | 2015  | 2016  | 2017  | 2018  |
| ↗1813 | ↗1874 | ↗1914 | ↗1938 | ↗1939 | ↗1961 | ↗1986 |
| 2019  | 2020  | 2021  | 2023  | 2024  | 2025  |       |
| ↗1993 | ↗2033 | ↘1732 | ↗1766 | ↗1811 | ↗1815 |       |

Национальный состав
По результатам Всероссийской переписи населения 2021 года:
| Народ         | Численность, чел. | Доля от всего населения, % |
| ------------- | ----------------- | -------------------------- |
| азербайджанцы | 1042              | 60,16 %                    |
| табасараны    | 421               | 24,31 %                    |
| даргинцы      | 191               | 11,03 %                    |
| агулы         | 29                | 1,67 %                     |
| другие        | 49                | 2,83 %                     |
| всего         | 1732              | 100 %                      |

## Улицы[30]
| - - Весенняя - Вокзальная - Ю. А. Гагарина - Дербентская - Западная - Зелёная - Клубная - Молодёжная - Нагорная - Октябрьская | - - Пионерская - Полевая - Родниковая - С.Абасова - Садовая - Совхозная - Строительная - Центральная - Шоссейная - Школьная |